# James Laughlin
Pour les articles homonymes, voir Laughlin.
James Laughlin, né le 30 octobre 1914 à Pittsburgh dans l'État de la Pennsylvanie et mort le 12 novembre 1997  à Norfolk dans l'État du Connecticut, est un poète, écrivain, essayiste et directeur de la publication américain, fondateur de la maison d'édition New Directions Publishing.

## Biographie

### Jeunesse et formation

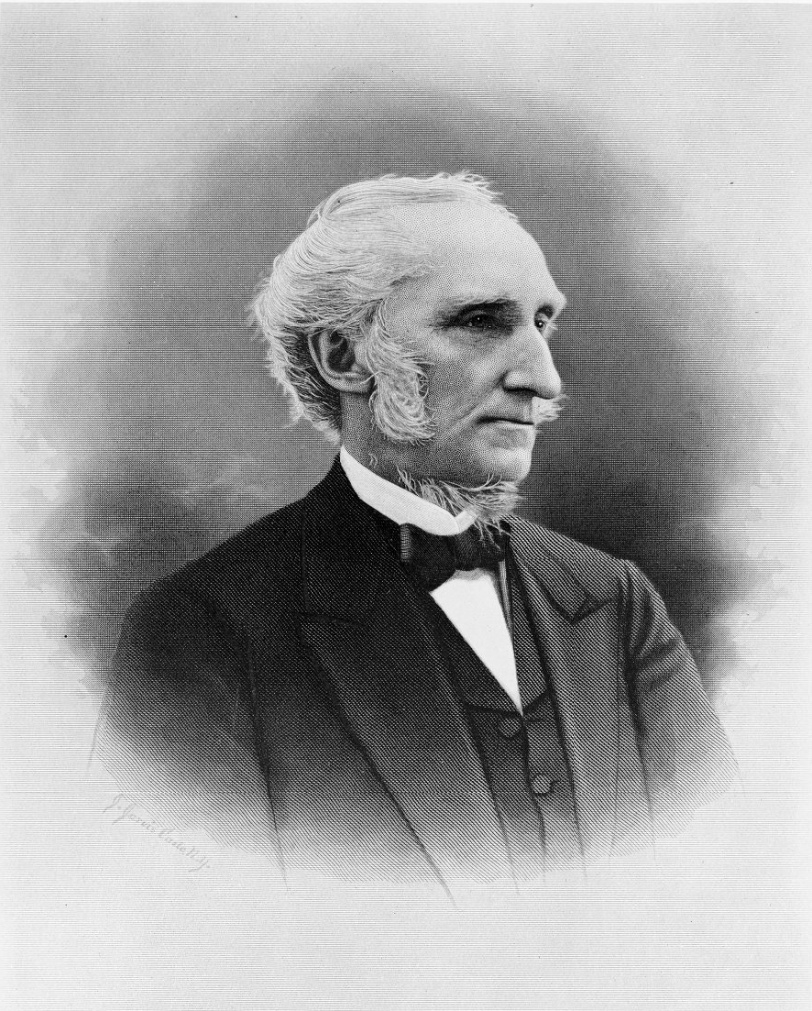
Portrait photographique de l'industriel et philanthrope James Laughlin (1806-1882), son ancêtre.

James Laughlin naît à Pittsburgh, fils de Henry Hughart et de Marjory Rea Laughlin. Les Hughart-Laughlin sont liées à une famille d'importants industriels, propriétaires de la Jones and Laughlin Steel Company (en) (J&L Steel), l'un des principaux conglomérats producteurs d'acier aux États-Unis. Cette société fut développée par son arrière-grand-père, James Laughlin (en) (1806-1882), un migrant d'origine irlandaise. 
Il fait ses études secondaires et préparatoires à la Choate Rosemary Hall, de Wallingford dans le Connecticut. Pendant les cours de littérature donnés par Dudley Fitts, James découvre des écrivains qui le marqueront comme Gertrude Stein et Ezra Pound.
En 1933, il est reçu à l'université Harvard où il suit, entre autres, des études de latin et de littérature italienne. Ses parents attendent de lui qu'il prenne place au sein du conseil d'administration de l'entreprise J&L Steel et s'y investisse, ce qu'il refuse pour se tourner vers l'art et la littérature,,.

### Carrière
En 1936, il utilise 100 000 dollars donnés par son père pour fonder la maison d'édition New Directions qui publie durant ses premières années des anthologies contenant des œuvres d'Elizabeth Bishop, E. E. Cummings, Marianne Moore, Ezra Pound, Wallace Stevens, William Carlos Williams, Henry Miller, Tennessee Williams, Randall Jarrell, Karl Shapiro, William Saroyan, Delmore Schwartz, Dylan Thomas, Thomas Merton, John Hawkes, Denise Levertov, James Agee, Bertolt Brecht et Laughlin lui-même sous le pseudonyme de Tasilo Ribischka. Après la Seconde Guerre mondiale, James Laughlin est reconnu comme découvreur de talents dans les cercles littéraires américains.
La vie de James Laughlin est intimement liée à sa maison d'édition qui fait connaitre ceux qui vont devenir les figures notables de la littérature nord-américaine. Il résistera aux foudres de l'Amérique puritaine, à toutes les pressions sociales pour continuer la diffusion des auteurs dits « sulfureux » ou « subversifs ».
Entre 1952 et 1956, il est le directeur de publication de Perspectives U.S.A., un périodique diffusée en Europe, financé par la Fondation Ford, participant ainsi à la guerre froide idéologique et culturelle anti-soviétique.
James Laughlin s'est efforcé durant toute sa vie de maintenir l'indépendance de sa maison d'édition et y est parvenu, au-delà de sa disparition par des dispositions testamentaires, une forme de trust.
En 1990, il reçoit la médaille Robert Frost décernée par la Poetry Society of America, puis en 1992, le National Book Award, pour l'ensemble de son œuvre poétique et éditoriale.
Laughlin meurt à l'âge de 83 ans, dans sa maison située à Norfolk (Connecticut).

## Vie privée
Laughlin s'est marié trois fois. Avec sa première épouse, Margaret Keyser, il a eu deux enfants. En 1955, il épouse en secondes noces Anne Clark Resor, avec laquelle il a également deux enfants. En 1990, il épouse enfin Gertrude Huston (1919-1998), qu'il avait embauché dans sa société en 1945 comme directrice artistique et qui fut sans doute l'amour de sa vie.
En 1986, l'un de ses fils, Robert, souffrant de dépression, se suicide dans la maison familiale, en se poignardant : James Laughlin, profondément choqué, écrit le poème Experience of Blood, un texte poignant, dont The New Yorker a rendu compte dans ses pages.

## Œuvres

### Recueil de poèmes
- Some Natural Things, New York, New Directions, 1945, 48 p.,
- A Small Book of Poems, éd. New Directions, 1948,
- The Wild Anemone & Other Poems, éd. New Directions, 1957,
- Confidential Report and Other Poems, Gaberbocchus Press, 1959,
- In Another Country, éd. City Lights Books, 1978,
- Tabellae, éd. Grenfell Press, 1986,
- Selected Poems: 1935-1985, éd. City Lights Books, 1986,
- Selected Poems: 1935-1985, éd. City Lights Publishers, 1986,
- The Owl of Minerva, éd. Copper Canyon Press, 1987,
- The Bird of Endless Time, éd. Copper Canyon Press, 1989,
- Secret Language, avec des illustrations de Vanessa Jackson[12], éd. Cast Iron Press, 1994,
- Hayden Carruth (dir.), The Collected Poems of James Laughlin, Wakefield, Rhode Island, Moyer Bell (réimpr. 2011, 2014) (1re éd. 1994), 616 p. (LCCN 91032232, lire en ligne)
- The Man in the Wall  (préf. Guy Davenport), New York, New Directions, 17 juin 1993, 136 p. (ISBN 9780811212366, lire en ligne),
- Country Road, Cambridge, Massachusetts, Zoland Books, 28 juin 1995, 166 p. (ISBN 9780944072462, lire en ligne),
- Phantoms, éd. Aperture, 1995,
- The Secret Room, New York, New Directions, 17 avril 1997, 196 p. (ISBN 9780811213448, lire en ligne),
- The Lost Fragments, éd. Dedalus Press, 1998,
- A Commonplace Book of Pentastichs: Poetry  (préf. Hayden Carruth), New York, New Directions, 17 novembre 1998, 104 p. (ISBN 9780811213868, lire en ligne),
- The Love Poems of James Laughlin, éd. New Directions Publishing, 1998,
- Christmas Poems, éd. New Directions Publishing, 2008

### Essais et autres écrits
- New Directions in Prose and Poetry 22, éd. New Directions, 1970.
- Master of Those Who Know: Pound the Teacher, éd. City Lights Books, 1986,
- Pound as Wuz : Essays and Lectures on Ezra Pound, éd. Graywolf Press, 1987,
- Random Essays: Recollections of a Publisher, éd. Moyer Bell Ltd, 1991,
- Remembering William Carlos Williams, éd. New Directions Publishing Corporation, 1995,

- Byways: A Memoir, éd. New Directions Publishing Corporation, 2005,
- Barbara Epler (dir.) et Daniel Javitch, The Way It Wasn't : From the Files of James Laughlin, New York, New Directions, 2006, 354 p. (ISBN 9780811216678, LCCN 2006023505, lire en ligne)

### Correspondances
- Robert Phillips (dir.), Delmore Schwartz, New York, W. W. Norton Company (réimpr. 1993) (1re éd. 1978), 424 p. (ISBN 9780393034714, lire en ligne),
- David McCall Gordon (dir.), Ezra Pound and James Laughlin: Selected Letters, New York, W.W. Norton Company (réimpr. 1994) (1re éd. 1989), 344 p. (ISBN 9780393035407, lire en ligne),
- Hugh Witemeyer (dir.), William Carlos Williams and James Laughlin: Selected Letters, New York, W. W. Norton Company, 17 septembre 1989, 328 p. (ISBN 9780393026825, lire en ligne),
- George Wickes (dir.), Henry Miller and James Laughlin: Selected Letters, New York, W. W. Norton Company, 17 décembre 1995, 328 p. (ISBN 9780393038644, lire en ligne),
- David D. Cooper (dir.), Thomas Merton and James Laughlin: Selected Letters, New York, W. W. Norton Company, 17 juin 1997, 440 p. (ISBN 9780393040692, lire en ligne),

### Articles et poèmes publiés à part
- « Ezra Pound's Propertius », The Sewanee Review, vol. 46, no 4,‎ octobre / décembre 1938, p. 480-491 (12 pages) (lire en ligne ),
- « Easter in Pittsburgh », Poetry, vol. 55, no 6,‎ mars 1940, p. 314-317 (4 pages) (lire en ligne ),
- « The Avalanche; The Shape of Love », Poetry, vol. 66, no 2,‎ mai 1945, p. 72-74 (4 pages) (lire en ligne ),
- « In Another Country », Ambit, no 73,‎ 1978, p. 2-3, 5-6 (4 pages) (lire en ligne ),
- « A Visit », William Carlos Williams Newsletter, vol. 4, no 1,‎ printemps 1978, p. 1-9 (9 pages) (lire en ligne ),
- « An Interview By Robert Dana », The American Poetry Review, vol. 10, no 6,‎ novembre / décembre 1981, p. 19-32 (14 pages) (lire en ligne ),
- « 'Byways' », Ambit, no 131,‎ 1993, p. 89-96 (8 pages) (lire en ligne ),
- « 'Byways 2' », Ambit, no 132,‎ 1993, p. 89-95 (7 pages) (lire en ligne ),
- « Harvard, Fair Harvard 1934-35 », Ambit, no 147,‎ 1997, p. 88-95 (8 pages) (lire en ligne ),

### Œuvres traduites en français
- Ce que le crayon écrit, trad. d’Alain Bosquet, Paris, Éditions Belfond, coll. « Lignes », 1987, 76 p.  (ISBN 2-7144-2040-0)
- Je sais ce que pense chaque poète, trad. d’Alain Bosquet, Paris, Le Cherche Midi, coll. « Domaine public », 1989, 30 p.  (ISBN 2-86274-136-1)

## Hommage
- 1954 : l'Academy of American Poets crée le James Laughlin Award, ce prix couronne le second recueil de poésie d'un auteur. Le lauréat reçoit une somme de 5 000 dollars et un séjour d'une semaine tous frais payés à l'hôtel Betsy à Miami Beach[13].

## Prix et distinctions
- 1992 : lauréat du prix de la National Book Foundation[9].

## Pour approfondir

#### Notices dans des encyclopédies et manuels de référence
- (en-GB) Ian Hamilton & Jeremy Noel-Tod (dir.), The Oxford Companion to Modern Poetry, Oxford, Oxford University Press, 16 mai 2013, 719 p. (ISBN 9780199640256, lire en ligne), p. 338-339,

#### Essais
- (en-US) Ian S. MacNiven, "Literchoor Is My Beat": A Life of James Laughlin, Publisher of New Directions, New York, Farrar, Straus and Giroux, 18 novembre 2014, 616 p. (ISBN 9780374299392, lire en ligne),

#### Articles anglophones
- Richard E. Ziegfield, « Dear God / Dear Bill : The William Carlos Williams-James Laughlin Correspondence », William Carlos Williams Newsletter, vol. 5, no 2,‎ 1979, p. 5-20 (16 pages) (lire en ligne ),
- Robert Dana, « An Interview By Robert Dana », The American Poetry Review, vol. 10, no 6,‎ novembre / décembre 1981, p. 19-32 (14 pages) (lire en ligne )
- Donald Hall, « The Difference of James Laughlin », Conjunctions, no 1,‎ hiver 1981/1982, p. 273-283 (11 pages) (lire en ligne )
- Lawrence Clark Powell, « James Laughlin », Conjunctions, no 1,‎ hiver 1981 / 1982, p. 144 (lire en ligne ),
- Peter du Sautoy, « James Laughlin », Conjunctions, no 1,‎ hiver 1981/1982, p. 223-224 (2 pages) (lire en ligne )
- Richard Ziegfield, « James Laughlin, The Art of Publishing No. 1, Part 1 », Paris Review, no 89,‎ 1983 (lire en ligne )
- Askold Melnyczuk, « James Laughlin, Poet », Agni, no 37,‎ 1993, p. 309-312 (4 pages) (lire en ligne ),
- « In Memoriam James Laughlin », Agni, no 48,‎ 1998, p. 1 (lire en ligne ),
- Hayden Carruth, « he Afterlife: Remembering Matches: In memoriam, James Laughlin (1914-1997) », The American Scholar, vol. 67, no 2,‎ printemps 1998, p. 27-28 (2 pages) (lire en ligne ),
- Greg Barnhisel, « Ezra Pound, James Laughlin and New Directions », Paideuma:, vol. 29, no 3,‎ hiver 2000, p. 165-178 (14 pages) (lire en ligne ),
- Demetres Tryphonopolos, « James Laughlin's "Visual Couplet Metric" », Paideuma: Modern and Contemporary Poetry and Poetics, vol. 31, nos 1/3,‎ 2002, p. 335-351 (17 pages) (lire en ligne ),
- Emily Mitchell Wallace, « A Bridge over Worlds », Paideuma:, vol. 31, nos 1/3,‎ 2002, p. 163-242 (80 pages) (lire en ligne ),
- Leslie A. Morris, « "Make it New" : James Laughlin and the Houghton Library », Paideuma, vol. 31, nos 1/3,‎ 2002, p. 259-266 (8 pages) (lire en ligne ),
- Penelope Laurens Fitzgerald, « And in the Bond which Endured between us », Paideuma, vol. 31, nos 1/3,‎ 2002, p. 134-158 (25 pages) (lire en ligne ),
- Hugh Witemeyer, « Williams, James Laughlin, and "Many Loves" », William Carlos Williams Review, vol. 24, no 2,‎ 2004, p. 79-85 (7 pages) (lire en ligne ),
- Evan Brier, « Constructing the Postwar Art Novel: Paul Bowles, James Laughlin, and the Making of "The Sheltering Sky" », PMLA, vol. 121, no 1,‎ janvier 2006, p. 186-199 (14 pages) (lire en ligne ),
- Lawrence Pitkethly, « Basil Bunting on Ezra Pound : Interview by Lawrence Pitkethly with James Laughlin », Paideuma, vol. 38,‎ 2011, p. 3-28 (26 pages) (lire en ligne ),
- Greg Barnhisel, « James Laughlin, Robert Hutchins, and Cold War Cultural Freedom », The Princeton University Library Chronicle, vol. 75, no 3,‎ printemps 2014, p. 385-405 (21 pages) (lire en ligne ),
- Greg Barnhisel, « James Laughlin’s New Directions », Los Angeles Review of Books,‎ 4 janvier 2015 (lire en ligne )
- Dwight Garner, « A Literary Life in Portrait Detail », The New York Times,‎ 15 janvier 2015 (lire en ligne )
- Greg Barnhisel, « Modernism and Antimodernism at Harvard: James Laughlin's Early Poetry », Journal of Modern Literature, vol. 39, no 3,‎ printemps 2016, p. 1-21 (21 pages) (lire en ligne )